# 庄野村
庄野村（しょうのむら）は三重県鈴鹿郡にあった村。現在の鈴鹿市の中部、鈴鹿川の両岸、イオンモール鈴鹿の周辺から国道1号の沿線にかけての区域にあたる。東海道五十三次の庄野宿が所在した。

## 地理
- 河川：鈴鹿川、芥川

## 歴史
- 1889年（明治22年）4月1日 - 町村制の施行により、庄野村・汲川原村の区域をもって発足。
- 1942年（昭和17年）12月1日 - 国府村・高津瀬村・牧田村・石薬師村・河芸郡白子町・神戸町・稲生村・飯野村・河曲村・一ノ宮村・箕田村・玉垣村・若松村と合併して鈴鹿市が発足。同日庄野村廃止。

## 交通

### 鉄道路線
村域を日本国有鉄道の関西本線が通過したが、駅は所在しなかった。

### 道路
- 国道1号（現在も国道1号）